# 駅館村
駅館村（やっかんむら）は、大分県宇佐郡にあった村。現在の宇佐市の一部にあたる。

## 地理
中津平野の東部、駅館川の下流域に位置していた

## 歴史
- 1889年（明治22年）4月1日、町村制の施行により、宇佐郡上田村、芝原村、畑田村、閤村、川部村、辛島村、法鏡寺村が合併して村制施行し、駅館村が発足[1][2]。旧村名を継承した上田、芝原、畑田、閤、川部、辛島、法鏡寺の7大字を編成[2]。
- 1922年（大正11年）駅館村信用購買販売組合設立（大字川部）[2]
- 1954年（昭和29年）3月31日、宇佐郡豊川村、西馬城村と合併し、駅川村を新設して廃止された[1][2]。

## 産業
- 農業[2]

## 教育
- 1915年（大正4年）村立農業補習学校開校[2]